# دنی کاستلانو
دنی کاستلانو (انگلیسی: Dani Castellano؛ زادهٔ ۲ نوامبر ۱۹۸۷) بازیکن فوتبال اهل اسپانیا است.
از باشگاه‌هایی که در آن بازی کرده‌است می‌توان به باشگاه فوتبال لاس پالماس، باشگاه ورزشی رئال مایورکا، و باشگاه فوتبال دپورتیوو آلاوس اشاره کرد.